# الرقابة في نيوزيلندا
الرقابة في نيوزيلندا موجودة منذ العام 1850 تقريبًا ويديرها مكتب تصنيف الأفلام والأدب تحت قانون تصنيف الأفلام والفيديوهات والمنشورات لعام 1993.
على مر السنين، سنّت نيوزيلندا تشريعات عديدة تخص الرقابة. ما بدأ في خمسينيات القرن التاسع عشر بكونه كيانًا ضعيفًا غير واضح، حُدّث عبر سلسلة متعاقبة من التشريعات التي عالج كل منها أوجه الضعف في ما سبقه. من التغييرات الوجيهة التي تنطبق على الرقابة في نيوزيلندا المحاولات المستمرة لتحديد معيار موضوعي يحدد فيما إن كان ينبغي فرض الرقابة على شيء ما، إضافةً إلى إنشاء كيان مركزي يعالج القضايا المتعلقة بالرقابة. تبنّت التغييرات في قوانين الرقابة في نيوزيلندا عامل الزمن، وتوجهت بنزعتها لتصبح أكثر ليبرالية.
مكتب تصنيف الأفلام والأدب هو الوكالة الحكومية التي تستلم المسؤولية اليوم في تصنيف الأفلام والفيديوهات والمنشورات وبعض ألعاب الفيديو في نيوزيلندا. وأُنشئ تحت قانون تصنيف الأفلام والفيديوهات والمنشورات 1993 بوصفه كيانًا ملكيًا يتبع للقطاع العام. يدعى مدير المكتب برئيس المراقبين، ويُمارس عمله في منصبه بوصفه الموظف الحكومي المسؤول عن الرقابة في نيوزيلندا منذ عام 1916.

## تشريع الرقابة: منذ عام 1850 وحتى الوقت الحاضر

### القوانين المُبكرة
كان قانون المنشورات المشينة لعام 1857 واحدًا من أول القوانين المتعلقة بالرقابة في نيوزيلندا. صوّب القانون هدفه على «الأعمال المكتوبة التي لا تحمل هدفًا سوى تخريب أخلاق الشباب، والتي تخدش بطبيعتها الحياء العام والعقل السوي». وضع القانون خطاه على إتلاف هذه المواد، لكنه لم يضع شرحًا واضحًا عما يعتبره القانون فعلًا مشينًا. تبع ذلك إصدار قانون الزوغان لعام 1866 وقانون جرائم الشرطة لعام 1844، واللذين ساهم كل منهما بشكل بسيط في تشكيل قانون الرقابة. ركّز كلا القانونين على منع عرض الوسائط المخلّة بالآداب أمام العامّة، لكنها لم تعطِ وصفًا دقيقًا لما قصدته بمصطلح «مخلّ بالآداب».
صدر قانون المنشورات المسيئة اللاحق لعام 1892 لإضفاء صفة الرسمية على بعض الإجراءات القانونية المتعلقة ببعض الحالات، لكنه تضمن ثغرات كبيرة جعلت من الصعب مقاضاة أحد على إثره. هدف هذا القانون بشكل جزئي للحدَّ من انتشار الإعلانات المتعلقة بالممارسات الطبية الاحتيالية، والتي شاع انتشارها في ثمانينيات القرن التاسع عشر.
فُرضت الرقابة في بداياتها عبر السماح لمديري البريد بفتح الطرود والرسائل البريدية والتخلص مما كان حسب اعتقادهم موادًا تستدعى الرقابة. أُعطي لهم الحق في ذلك عبر قانون تعديل قوانين مكتب البريد لعام 1893.

### قانون المنشورات غير اللائقة لعام 1910
كان قانون المنشورات غير اللائقة لعام 1910 واحدًا من أولى التشريعات القانونية المتعلقة بالرقابة في نيوزيلندا، وبقي ساري المفعول إلى حين إلغائه عام 1963 عبر قانون المنشورات غير اللائقة لعام 1963. هدف القانون جزئيًا إلى دعم بعض نقاط الضعف في قانون 1892. سمح التشريع بتطبيق أكثر حدّة للقانون فيما يتعلق بالحد من المواد غير اللائقة، وقدم مجموعة من القواعد الإرشادية التي حددت فيما إذا كان شيءٌ ما مشينًا أم لا. رغم ذلك، لم يعط القانون تعريفًا واضحًا لمعنى «مشين»، واتُّبع قانون هيكلن في المحاكم لتقدير الحالات الرقابية.
لم يوجد هيكل مركزي للرقابة عند إصدار ذلك القرار، وطُبّق قدر كبير من الرقابة من قبل وزير الجمارك خلال فترة نفاذ القانون. نظرًا للتشابه الكبير بين قانون الجمارك لعام 1913 وقانون المنشورات غير اللائقة لعام 1910، كان الضابط في قسم الجمارك قادرًا على حجز المواد التي اعتبرها غير لائقة «بما يتماشى مع قانون المنشورات غير اللائقة». حُجزت رواية «أمبر للأبد» بهذه الطريقة.
في بداية عام 1945، صدر قانونا الجمارك والمنشورات غير اللائقة وفق المنهج الرقابي الذي بدأ بإثارة قلق العامة والمجموعات مثل جمعية المكتبات النيوزيلندية التي رأت في القانون ما يهددها. تعلّقت المخاوف الرئيسية بمدى ملاءمة الأشخاص الذين يقررون فيما إن كانت ستفرض رقابة على الكتاب أم لا، مع غياب معيار واضح وموضوعي أو إرشادات وقواعد تحدد فيما إذا كان من الواجب فرض الرقابة على شيء ما أم لا. انفجر غضب العامة بسبب الرقابة الاعتباطية التي فُرضت على رواية «أمبر للأبد». في رد على هذا القلق، أُنشئت لجنة بقيادة إيان غوردن في عام 1953 لمراجعة وإعطاء نصائح تخص فيما إذا كان من الواجب فرض الرقابة على كتاب ما، لكن تلك اللجنة لم تحظَ بالكثير من الصلاحيات، ولم يكن حتى من الإلزامي مراجعتها أو الالتزام بتوصياتها. في النهاية، توقفت إدارة الجمارك عن مراجعة اللجنة بشكل نهائي.
عام 1960، حُظرت رواية لوليتا للكاتب فلاديمير نوبوكوف من قبل المحكمة العليا تبعًا لهذا القانون. بُني هذا القرار على أساس الحالة «التشديد المفرط على الجنس» بما معناه «التعامل مع مسائل الجنس بطريقة تتعارض مع معايير المجتمع الذي نُشر فيه الكتاب». في النهاية، حُكم على الكتاب بوصفه مُخلًّا على أساس أن «لديه القدرة على إفساد أخلاق فئة ليست قليلة من القُرّاء»، بغض النظر عن الناحية الأدبية له.

### إصلاح القانون المتعلق بالمثلية لعام 1986
بعد إقرار البرلمان لمشروع إصلاح القانون المتعلق بالمثلية لعام 1986، لم يعد يمكن لهيئات التشريع الرقابية الاعتماد على قرارات المحاكم والحالات القانونية السابقة المتعلقة بعدم شرعية الجنس المثلي بين الذكور. لاحقًا وفي نفس العام ضمن «منشورات هاولي ولورنس»، أقرت محكمة الاستئناف ضرورة إخضاع قرارات المنظمات الرقابية إلى الأبحاث الطبية والعلمية والاجتماعية.
خلال ثمانينيات وتسعينات القرن الماضي، جابهت المجموعات المثلية الفاعلة في نيوزيلندا استباقات هاولي التي شملت جميع هيئات التشريع الرقابي الحكومية. خسرت جمعية النهوض بمعايير المجتمع جميع تلك القضايا، سواء أمام محكمة المنشورات غير اللائقة أو المحكمة العليا أو محكمة الاستئناف أو مكتب تصنيف الأفلام والأدب المُشكّل لاحقًا.
اليوم، تُصنف معظم الوسائط الحاوية على صور جنسية مثلية سواء للذكور أو الإناث علامة R18 التي تعني إتاحة هذا المنتج لمن تجاوز الثامنة عشر. على الرغم من معاملة الفتشية على نفس السوية، يمنع إصدار أي مواد في نيوزيلندا تتعلق بالتحرش الجنسي بالأطفال وجماع الموتى والحيوانات والفتشية للبول أو البراز.

### قانون تصنيف الأفلام والفيديوهات والمنشورات لعام 1993
جمع قانون تصنيف الأفلام والفيديوهات والمنشورات لعام 1993 محكمة المنشورات غير اللائقة السابقة ورئيس رقابة الأفلام وتسجيلات الفيديو ضمن هيئة واحدة تدعى مكتب نيوزيلندا لتصنيف الأفلام والأدب. تترأس هذه اللجنة أمور الرقابة في نيوزيلندا حتى الوقت الحالي.
بالإضافة إلى مكتب نيوزيلندا لتصنيف الأفلام والأدب، أُسس مجلس مراجعة السينما والأدب المشكل من 9 أعضاء مختصين بوصفه وكالة تترأس عملية استثناءات القرارات الموضوعة من قبل مكتب تصنيف الأفلام والأدب. يتولى المجلس مراجعة الاستئناف المُقدم خلال فترة 28 يوم من إصدار القرارات الأصلية. يجب على أي استئنات لاحق أن يُقدم بعد 3 سنوات على الأقل من إصدار القرار الأصلي وتقييمه من قبل مكتب تصنيف الأفلام والأدب نفسه.
على إثر هذا القانون، على الأفلام والفيديوهات وأقراص الفيديو الرقمية وألعاب الفيديو المرور عبر مكتب تصنيف الأفلام والأدب ليتم تصنيفها ووسمها، بينا لا تُصنف الكتب والمجلات والموسيقى والصحف سوى على إثر شكوى موجهة من قبل طرف ثالث. بينما كان من الإلزامي احتواء كل فيلم على وسم يوضح تصنيفه، لم تُوضع قواعد مماثلة للوسائط المطبوعة حتى عام 2005، إذ أجبر تعديل على القانون الوسائط المطبوعة المصنفة بكونها «مقيدة» امتلاك علامة ملموسة توضح ذلك.
يستلم مكتب تصنيف الأفلام والأدب طلبات قليلة جدًا فيما يخص الوسائط المطبوعة في العصر الحديث، إذ لم يتم تصنيف سوى 25 مادة في عام 2007.